# Třebelovice
Třebelovice (starší názvy Trziebolowicz, viliam Trzebelowicz, Trebolovicz, Triebolowicz, Trzebelowitz, Trzebelowicze, Stržebelowitz, Třebelowitz, Třebolowice) jsou obec v okrese Třebíč v Kraji Vysočina. Leží asi 9 km západně od Moravských Budějovic. Žije zde 426 obyvatel.
Obcí prochází železniční trať z Jemnice do Moravských Budějovic, postavená v roce 1895, první vlak po trati projel 8. listopadu, obcí také prochází silnice druhé třídy II/152.
Sousedními obcemi sídla jsou Mladoňovice, Rácovice, Kojatice, Hornice, Oponešice a Budkov.

## Historie
První písemná zmínka o obci pochází z roku 1365, roku 1498 daroval král Vladislav II. Václavovi z Ludanic Jaroměřice nad Rokytnou a s nimi mimo jiné i Třebelovice. V roce 1523 byl majitelem vesnice Jindřich z Litchtenburka a na Bítově, ten tohoto roku přenechal Třebelovice, pustý Střechov a zaniklou ves Chobot Arklebovi z Boskovic. Roku 1530 pak odkoupil Třebelovice Jindřich Meziříčský z Lomnice, v roce 1609 Kateřina Meziříčská prodala svému druhému manželovi Zikmundovi z Teufenbachu Jemnici a Třebelovice a ty se tak staly součástí jemnického panství.
V roce 1617 pak byl majitelem jemnického panství Jindřich Zahrádecký ze Zahrádek, ten zemřel v roce 1627 a v roce 1628 zakoupili Jemnici Jankovští z Vlašimi. V roce 1736 zemřel bez synů Maxmilián Arnošt Jankovský z Vlašimi a panství tak získala pro svého syna jeho dcera, ale vzhledem k tomu, že syna neměla, tak po jejím úmrtí roku 1755 získal panství syn druhé dcery Maxmilián Daun, ten zemřel v roce 1790 a po jeho smrti panství vlastnil jeho syn Jan a posléze druhý syn František de Paula. V roce 1815 zakoupil panství Jan Filip Stadion, ale Stadionové pak hned roku 1826 prodali panství Marii Terezii Trauttmansdorfové, která již byla majitelkou sousedního panství Staré Hobzí. V roce 1841 pak koupil jemnické panství Alfons Pallavicini.
Mezi lety 1895 a 1896 byla v obci a okolí stavěna železniční dráha, první jízda pak proběhla 8. listopadu 1896. V témže roce byla také otevřena železniční stanice ve vsi. V roce 1847 byla založena samostatná škola ve vsi, roku 1873 byla rozšířena na dvojtřídní. Roku 1887 byla postavena nová školní budova a škola pak byla v roce 1959 rozšířena na trojtřídní.
Roku 1888 byl v obci založen odbor Národní jednoty pro jihozápadní Moravu, v roce 1907 byla založena Hospodářská besídka, v roce 1908 byla založena Omladina, sbor dobrovolných hasičů, učitelská jednota a spolek Slavia, v roce 1918 pak také Domovina. Po skončení první světové války byl odhalen pomník obětem války. V roce 1930 byla vesnice elektrifikována. Po skončení druhé světové války bylo roku 1949 založeno v obci JZD, to se pak roku 1971 sloučilo s JZD Rácovice a v roce 1975 i s JZD Mladoňovice. Sloučené JZD sídlilo v Třebelovicích a bylo pojmenováno JZD Československo-sovětského přátelství.
V říjnu 2016 byla převzata místní pobočka České pošty v rámci programu Pošta Partner majiteli Hospody u Valů.
Do roku 1849 patřily Třebelovice do jemnického panství, od roku 1850 patřily do okresu Dačice, pak od roku 1896 do okresu Moravské Budějovice a od roku 1960 do okresu Třebíč.

## Obyvatelstvo
| Rok            | 1869 | 1880 | 1890 | 1900 | 1910 | 1921 | 1930 | 1950 | 1961 | 1970 | 1980 | 1991 | 2001 | 2011 | 2021 |
| -------------- | ---- | ---- | ---- | ---- | ---- | ---- | ---- | ---- | ---- | ---- | ---- | ---- | ---- | ---- | ---- |
| Počet obyvatel | 608  | 622  | 643  | 686  | 718  | 668  | 609  | 538  | 531  | 516  | 518  | 465  | 467  | 417  | 394  |
| Počet domů     | 105  | 109  | 108  | 113  | 113  | 112  | 123  | 125  | 117  | 113  | 127  | 138  | 143  | 140  | 145  |

## Obecní správa
Mezi lety 1960 a 1990 k obci patřily Rácovice.

### Obecní symboly
Znak a vlajka byly obci uděleny rozhodnutím předsedy Poslanecké sněmovny Parlamentu České republiky dne 9. dubna 2002.

## Politika

### Místní zastupitelstvo
Do roku 2014 zastával funkci starosty Ing. František Čajka, od roku 2014 vykonává funkci starostky Bc. Jana Frühaufová.

### Volby do Poslanecké sněmovny
|       | 2006                | 2010                | 2013                | 2017                | 2021                  |
| ----- | ------------------- | ------------------- | ------------------- | ------------------- | --------------------- |
| 1.    | ČSSD (37,97 %)      | ČSSD (28,5 %)       | ČSSD (31,27 %)      | ANO (31,66 %)       | ANO (30,76 %)         |
| 2.    | KDU-ČSL (24,47 %)   | KDU-ČSL (16,0 %)    | KDU-ČSL (23,78 %)   | KDU-ČSL (20,41 %)   | SPOLU (29,48 %)       |
| 3.    | KSČM (13,5 %)       | KSČM (12,0 %)       | ANO 2011 (17,18 %)  | ČSSD (10,0 %)       | Piráti+STAN (13,67 %) |
| účast | 65,65 % (237 z 361) | 58,31 % (200 z 343) | 66,76 % (227 z 340) | 69,57 % (240 z 345) | 67,05 % (236 z 352)   |

### Volby do krajského zastupitelstva
|      | 1.                 | 2.                       | 3.                 | účast               |
| ---- | ------------------ | ------------------------ | ------------------ | ------------------- |
| 2000 | 4KOALICE (52,89 %) | KSČM (15,7 %)            | ČSSD (8,26 %)      | 37,46 % (139 z 371) |
| 2004 | KDU-ČSL (25,84 %)  | PB (15,73 %)             | KSČM (15,73 %)     | 24,66 % (90 z 365)  |
| 2008 | ČSSD (49,19 %)     | KDU-ČSL (18,54 %)        | KSČM (11,29 %)     | 34,93 % (124 z 355) |
| 2012 | ČSSD (28,88 %)     | KDU-ČSL (28,14 %)        | STO (13,33 %)      | 40,46 % (142 z 351) |
| 2016 | KDU-ČSL (29,41 %)  | STO (18,62 %)            | ANO 2011 (15,68 %) | 30,52 % (105 z 344) |
| 2020 | ANO (24,16 %)      | KDU-ČSL (20 %)           | Piráti (15 %)      | 34,96 % (122 z 349) |
| 2024 | ANO (44,11 %)      | ODS+TOP 09+STO (22,05 %) | KDU-ČSL (12,5 %)   | 39,43 % (138 z 350) |

### Prezidentské volby
V prvním kole prezidentských voleb v roce 2013 první místo obsadil Miloš Zeman (85 hlasů), druhé místo obsadil Jan Fischer (45 hlasů) a třetí místo obsadil Jiří Dienstbier (36 hlasů). Volební účast byla 70,20 %, tj. 244 ze 349 oprávněných voličů. V druhém kole prezidentských voleb v roce 2013 první místo obsadil Miloš Zeman (154 hlasů) a druhé místo obsadil Karel Schwarzenberg (54 hlasů). Volební účast byla 60,64 %, tj. 208 ze 343 oprávněných voličů.
V prvním kole prezidentských voleb v roce 2018 první místo obsadil Miloš Zeman (93 hlasů), druhé místo obsadil Jiří Drahoš (43 hlasů) a třetí místo obsadil Pavel Fischer (38 hlasů). Volební účast byla 67,25 %, tj. 230 ze 342 oprávněných voličů. V druhém kole prezidentských voleb v roce 2018 první místo obsadil Miloš Zeman (132 hlasů) a druhé místo obsadil Jiří Drahoš (102 hlasů). Volební účast byla 68,62 %, tj. 234 ze 341 oprávněných voličů.
V prvním kole prezidentských voleb v roce 2023 první místo obsadil Andrej Babiš (101 hlasů), druhé místo obsadil Petr Pavel (62 hlasů) a třetí místo obsadil Pavel Fischer (43 hlasů). Volební účast byla 73,22 %, tj. 257 ze 351 oprávněných voličů. V druhém kole prezidentských voleb v roce 2023 první místo obsadil Petr Pavel (155 hlasů) a druhé místo obsadil Andrej Babiš (109 hlasů). Volební účast byla 76,81 %, tj. 265 ze 345 oprávněných voličů.

## Pamětihodnosti
- Kaple svatého Floriána
- Kříž u kaple
- Boží muka u železniční stanice
- Domy čp. 106 a 109 – lidová architektura z konce 18. století
- Pomník občanům padlých v první světové válce

## Zajímavosti
- Na třebelovickém nádraží se natáčel film Stůj, nebo se netrefím.

## Osobnosti
- Antonín Nekula (1889–1980), kněz a teolog